# Drosophila affinidisjuncta
Drosophila affinidisjuncta este o specie de muște din genul Drosophila, familia Drosophilidae, descrisă de Hardy în anul 1978. Conform Catalogue of Life specia Drosophila affinidisjuncta nu are subspecii cunoscute.